# Torsviks fyr

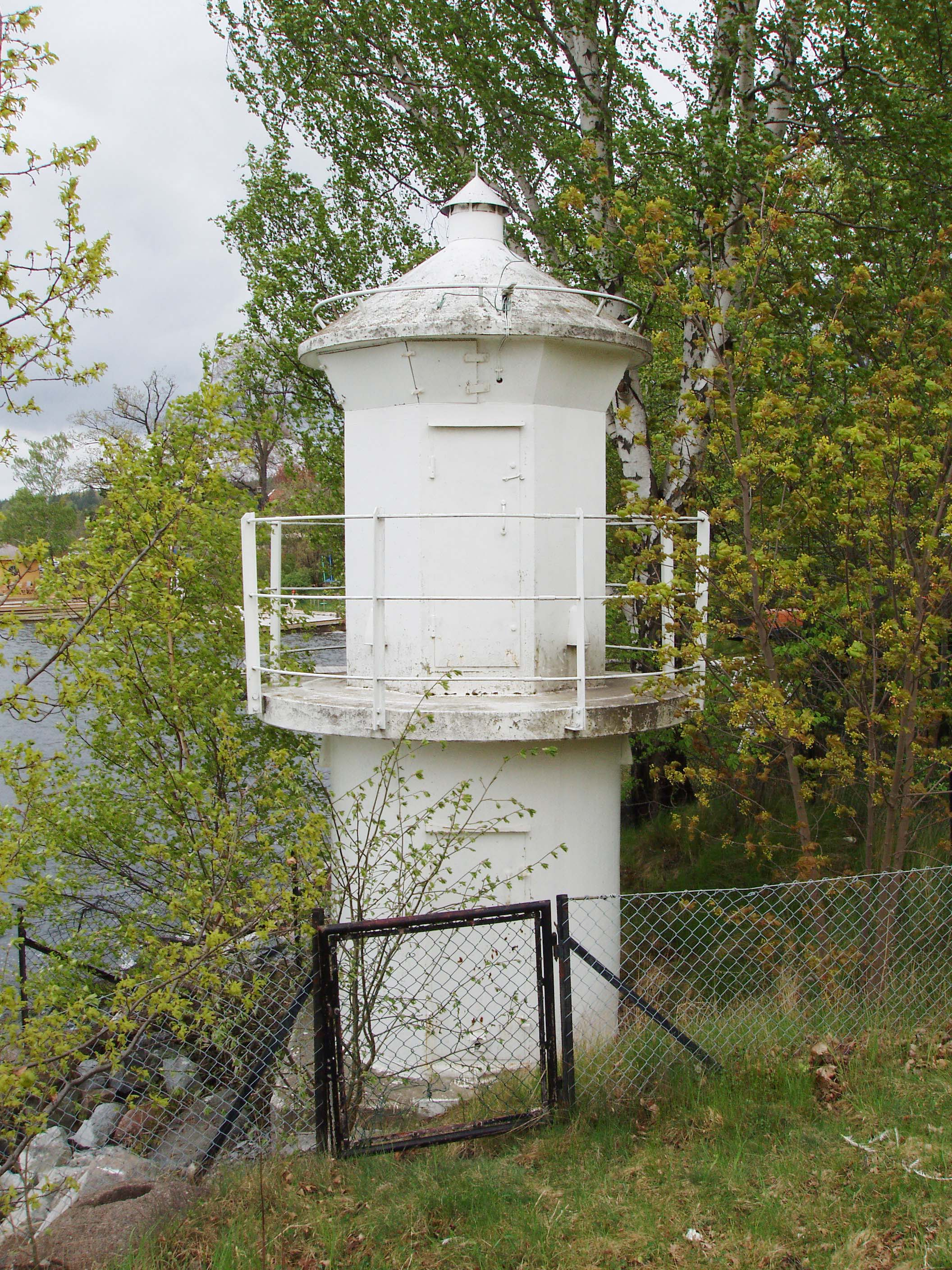
Torsviks fyr 2009.

Torsviks fyr (även kallad Islingefyren) är placerad nedanför Torsvik vid Lilla Värtan söder om Islingeviken i Lidingö kommun.
Fyren anlades 1950 som AGA-fyr. Fyrkaraktär: Bx WRG 3s 9M, lyshöjd: 6 meter över havet. Fyren släktes 1980 och har idag ingen annan funktion än som ett äldre landmärke från sjösidan och som referens för målgången i kappseglingen Lidingö Runt. Fyren är angiven på gällande sjökort som "exting", som är en förkortning av engelskans 'extinguished' i betydelsen släckt fyr som tagits ur bruk.